# Nikki Havenaar
Nikki Havenaar (jap. ハーフナー・ニッキ, Hāfunā Nikki; * 16. Februar 1995 in Nagoya, Aichi) ist ein japanischer Fußballspieler. Seine niederländischen Eltern kamen 1986 nach Japan, als sein Vater Dido einen Vertrag beim damaligen Mazda FC in der ersten japanischen Fußballliga unterschrieb.

## Karriere
Havenaar begann seine Karriere in seiner Heimatstadt bei Nagoya Grampus. Sein Ligadebüt für Nagoya gab er im September 2013 in der J1 League im Spiel gegen Shimizu S-Pulse, als er in der Schlussphase eingewechselt wurde. 2014 spielte er siebenmal in der J.League U-22 Selection. Diese Mannschaft, die in der dritten Liga, der J3 League, spielte, setzte sich aus den besten Nachwuchsspielern der höherklassigen Vereine zusammen. Das Team wurde mit Blick auf die Olympischen Sommerspiele 2016 in Rio de Janeiro gegründet. Die Auswahl der Spieler erfolgte auf wöchentlicher Basis aus einem Pool, für den jeder Verein förderungswürdige Talente benennen konnte; die Zusammensetzung der Mannschaft variierte daher sehr stark von Spiel zu Spiel. Nach nur drei Einsätzen für Nagoya verließ er den Verein im Januar 2016 und schloss sich dem österreichischen Regionalligisten SV Horn an. Mit den Hornern konnte er zu Saisonende in den Profifußball aufsteigen. Nach einer Saison musste man allerdings wieder in die Regionalliga absteigen.
Nach dem Wiederaufstieg 2018 verließ Havenaar den Verein und wechselte in die Schweiz zum Zweitligisten FC Wil, bei dem er einen bis Juni 2020 laufenden Vertrag erhielt.
Zur Saison 2019/20 wechselte Havenaar zum Erstligisten FC Thun. Für diesen absolvierte er 25 Partien im Oberhaus, aus dem er mit Thun aber zu Saisonende abstieg. Anschließend kam er zu 67 Zweitligaeinsätzen, ehe er im August 2022 an den Ligakonkurrenten Neuchâtel Xamax verliehen wurde. Für Xamax kam er zu 26 Einsätzen in der Challenge League.
Zur Saison 2023/24 kehrte Havenaar nach Österreich zurück und wechselte zum Zweitligisten SV Ried, bei dem er einen bis Juni 2025 laufenden Vertrag erhielt.

## Persönliches
Nikki Havenaar ist der Sohn des ehemaligen Fußballspielers Dido Havenaar und Bruder des japanischen Nationalspielers Mike Havenaar.